# Disembolus
Disembolus là một chi nhện trong họ Linyphiidae.